# Yahya ibn Adi
Pour les articles homonymes, voir Yahya.
Yahya ibn 'Adi (ou Yahya ben Adi) ou Ash-Shaykh Abu Zakariyya' Yahya ibn 'Adi (Tikrit, 893 - Bagdad, 13 août 974) est un philosophe, théologien arabe traducteur du syriaque en langue arabe.

## Éléments biographiques
Yahya est né à Tikrit dans l'actuel Irak, dans une famille jacobite. 
Son nom se traduit « Jean, fils de 'Adi ».
C'est à Bagdad qu'il étudie la philosophie et la médecine sous la direction d'Abu Bishr Matta ibn Yunus, un grand maître chrétien qui avait déjà formé Al-Fârâbî.
Il traduisit de nombreux ouvrages philosophiques grecs en arabe, en général d'après des versions syriaques déjà existantes : notamment les Lois de Platon ; d'Aristote les Réfutations sophistiques (d'après une traduction syriaque de Théophile d'Édesse), les Topiques (d'après une traduction de Hunayn ibn Ishaq) et la Poétique ; la Métaphysique de Théophraste.
Il rédigea également un certain nombre de traités philosophiques et théologiques dont les plus importants sont Tahdhib al-akhlaq et Maqala fi at-tawhid.
Il forma de nombreux élèves, chrétiens et musulmans comme Miskawayh, Ibn al-Khammar et Ibn Zura.
Il fut enterré dans l'église jacobite de Saint-Thomas à Bagdad.